# Euselasia proavia
Euselasia proavia är en fjärilsart som beskrevs av Adalbert Seitz 1916. Euselasia proavia ingår i släktet Euselasia och familjen Riodinidae. Inga underarter finns listade i Catalogue of Life.